# Infanterie-Division Scharnhorst
La Infanterie-Division Scharnhorst fu una divisione dell'esercito tedesco attiva durante la seconda guerra mondiale.

## Storia
La divisione fu costituita il 30 marzo 1945 nella zona di Dessau-Roßlau da membri dalla 340. Infanterie-Division, che era stata distrutta nella zona dell'Hunsrück, da parti della 167. Infanterie-Division e da un battaglione della Infanterie-Division Potsdam. Con ordine dell'8 aprile 1945, la divisione fu ribattezzata "Infanterie-Division Scharnhorst", dal nome del generale prussiano Gerhard von Scharnhorst. La divisione fu schierata contro gli americani a Barby il 12 aprile 1945, poi contro i russi a Beelitz il 26 aprile 1945. Fu fatta prigioniera dagli alleati vicino a Travemünde il 2 maggio 1945.

## Ordine di battaglia
- Grenadier-Regiment Scharnhorst 1
- Grenadier-Regiment Scharnhorst 2
- Grenadier-Regiment Scharnhorst 3
- Divisions-Füssilier-Bataillon Scharnhorst
- Panzerjäger-Abteilung Scharnhosrt
- Artillerie-Regiment Scharnhorst
- Pionier-Bataillons Scharnhosrt
- Nachrichten-Abteilung Scharnhosrt[1]

## Decorazioni
Un soldato della Infanterie-Division Scharnhorst fu decorato con la Croce di Cavaliere della croce di ferro

## Comandanti
- Oberst Heinrich Borgmann (30 marzo 1945 - aprile 1945)
- Generalleutnant Heinrich Götz (aprile 1945 - 2 maggio 1945)[1]